# Черёмушка (приток Кальи)
Черёмушка — река в России, протекает по Свердловской области. Устье реки находится в 17 км по левому берегу реки Калья. Длина реки составляет 6,800 км.

## Данные водного реестра
По данным государственного водного реестра России относится к Иртышскому бассейновому округу, водохозяйственный участок реки — Сосьва от истока до водомерного поста у деревни Морозково, речной подбассейн реки — Тобол. Речной бассейн реки — Иртыш.
Код объекта в государственном водном реестре — 14010502412111200009862.